# Pombas
Pombas (znane też jako Paul) – miasto w Republice Zielonego Przylądka, na wyspie Santo Antão.